# ZNF16
ZNF16‏ (Zinc finger protein 16) هوَ بروتين يُشَفر بواسطة جين ZNF16 في الإنسان.
يحتوي البروتين المُشفّر بواسطة هذا الجين على بروتين إصبع الزنك من نوع C2H2، وبالتالي قد يعمل كعامل نسخ. يقع هذا الجين في منطقة قريبة من جين ZNF7/KOX4، وهو جين يُشفّر أيضًا بروتين إصبع الزنك، على الكروموسوم 8. وقد تم تحديد متغيرين مُتصلين بشكل بديل، يُشفّران البروتين نفسه.